# Chris Columbus (Musiker)
Joseph Christopher Columbus Morris (* 17. Juni 1902 in Greenville, Pitt County, North Carolina; † 20. August 2002 in New Jersey) war ein US-amerikanischer Jazz-Schlagzeuger und Bandleader.
Chris Columbus war von den 1920er-Jahren bis in die 1970er aktiver Musiker; er war der Vater des Schlagzeugers Sonny Payne. Ab den 1930er-Jahren bis Ende der 40er leitet er eigene Formationen, mit denen er u. a. auch im New Yorker Savoy Ballroom auftrat. Mitte der 1940er-Jahre spielte er bei Al Sears und ab 1946 bei Louis Jordan, bei dem er bis 1952 blieb. In diesem Jahr spielte er u. a. auch in Benny Carters Orchester. Anfang der 1950er-Jahre gehörte Columbus dem Orgeltrio von Wild Bill Davis mit Bill Jennings an; 1967 wirkte er bei Aufnahmen des Duke Ellington Orchestra mit (Studio Sessions, Vol. 8). In den 1970er-Jahren hatte er erneut eigene Formationen; außerdem ging er mit Wild Bill Davis auf Europatourneen. In Frankreich arbeitete er mit Al Grey, Milt Buckner und Floyd Smith.
In einigen diskographischen Angaben wurde er mitunter auch als Joe Morris bezeichnet; er ist jedoch nicht mit den gleichnamigen Jazzmusikern Joe Morris (Trompeter) bzw. Joe Morris (Gitarrist) zu verwechseln.